# Justus Jonas
Justus Jonas, (propr. Jost o Jodochus Koch, in tedesco anche Jonas "der Ältere", Jonas il vecchio) (Nordhausen, 5 giugno 1493 – Eisfeld, 9 ottobre 1555), è stato un teologo, poeta umanista e riformatore protestante tedesco, scrittore di inni religiosi.

## Biografia

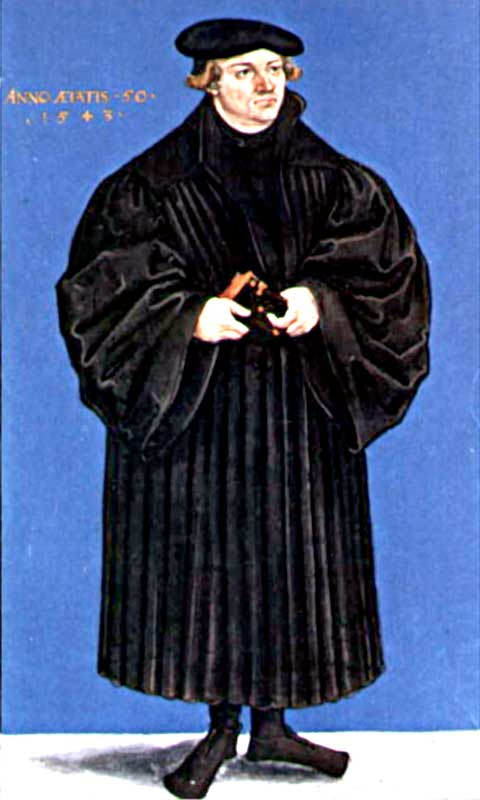
Justus Jonas, 1543

Jonas è nato a Nordhausen in Turingia. Il suo vero nome era Jodokus (Jobst) Koch, che ha cambiato secondo l'uso comune degli studiosi tedeschi nel sedicesimo secolo, quando studiava all'Università di Erfurt. Entrò in quella università nel 1506, dove studiò giurisprudenza e umanesimo, e divenne "Magister" nel 1510. Nel 1511 si trasferisce all'Università di Wittenberg, dove consegue la laurea in legge. Torna a Erfurt nel 1514 o 1515, viene ordinato sacerdote e nel 1518 è promosso dottore in entrambe le facoltà e nominato Canonico nel ricco canonicato della chiesa di San Severo, al quale è abbinata una cattedra in legge.
La sua grande ammirazione per Erasmo da Rotterdam lo avvicina in primo tempo allo studio del greco, ebraico e agli studi biblici; la sua elezione nel maggio 1519 come rettore dell'università è stato considerato come un trionfo per i sostenitori dell'Umanesimo rinascimentale. 
È stato solo dopo la Disputatio di Lipsia con Johann Eck che Martin Lutero ha ottenuto la sua devozione. Ha accompagnato Lutero alla Dieta di Worms nel 1521, e vi fu nominato professore di diritto canonico a Wittenberg da Federico III, Principe elettore di Sassonia.
Durante la permanenza di Lutero a Wartburg, Jonas è stato uno dei più attivi riformatori del Wittenberg. Si dedica alla predicazione e alle controversie teologiche, aiutò la Riforma protestante con le sue abilità di traduttore, trasformando le opere di Lutero e Filippo Melantone in tedesco o in latino a seconda del caso, diventando così una sorta di copia di entrambi. Jonas assistito anche Lutero con la sua traduzione della Bibbia in tedesco. Uno degli otto inni del primo innario luterano è attribuito a lui, In Jesu Namen wir heben an (Nel nome di Gesù cominciamo), che apparve nel 1524 con quattro inni di Martin Lutero e tre di Paul Speratus. Jonas si è dedicato alle conferenze, tra le quali ha avuto un ruolo di primo piano nelle conferenze della Riforma a Marburgo (1529) e Augusta (1530), e alle visitazioni nel corso dei successivi venti anni e nel lavoro diplomatico con i principi. Nell'autunno del 1531 Jonas ha pubblicato una traduzione tedesca dell'Apologia della Confessione di Augusta e nel 1541 ha iniziato una "crociata di predicazioni" a Halle, che abbe successo diventando sovrintendente delle sue chiese nel 1542 o il 1544 e sacerdote nella Chiesa del Mercato ("Chiesa del Mercato di Nostra Signora"). Quando Lutero si ammalò gravemente Jonas visita il suo amico durante il periodo natalizio nel 1545. È stato presente al capezzale di Lutero a Eisleben e predicò il sermone funebre; in una processione la salma di Lutero fu trasferita da Halle e sepolta nella chiesa del castello di Wittenberg. Nello stesso anno Jonas fu bandito dal ducato da Maurizio I, duca di Sassonia.
Da quel momento fino alla sua morte, Jonas non fu in grado di garantirsi una vita soddisfacente. Ha vagato predicando da un posto all'altro e, infine, è andato a Eisfeld, in Thuringia (1553), dove morì. Si era sposato tre volte.

## Opere
Finora, il lavoro di Justus Jonas non è ancora pienamente stato valorizzato. Jonas è stato molto tempo considerato solo come un concorrente di Martin Lutero, e lo si vede nella menzione delle sue opere sempre principalmente come un traduttore delle opere di Lutero e Melantone. Ha avuto un ruolo significativo nella traduzione dell'Antico Testamento della Bibbia di Lutero. 
Si evidenzia che in una facoltà di teologia dell'Università di Wittenberg nel periodo turbolento della riforma sono stati relativamente pochi gli scritti che sono stati prodotti da Jonas. 
Qui è elencato il numero dei lavori dei grandi riformatori per il motivo che è noto che gli scritti precedenti appaiono come incompleti e non consentono quindi nessuna valutazione complessiva. Tutte le opere conosciute dovrebbero essere elencate qui.

### Scritti
- Praefatio in Epistolas divi Pauli Apostoli, 1520
- Acta et res gestae D. Mi Lutheri in comitiis principium Wormaciae ,1521, in Luthers Werke Band 7, Seite 825
- Adversus Joanem Fabrum, Constantiensem vicarium, scortationis patronum proconiugio sacerdotali J. J. defensio,, Tiguri, Wittenberg 1523
- Ad Caput. 13. Matth(a)ei. Jonas, Sup(er) v(er)ba Isai(a)e. ca.6. 1524
- Annotationes J. J. in Acta Apostolorum. Ad Jo. Fridericum Saxon. Ducem, Wittenberg 1524, Basel 1525, Deutsche Übersetzung 5. August 1525 bei Silvanus Otmar, Augsburg Online
- Vom alten und newen Gott, glawben und lere, gecorrigirt und gebessert, Wittenberg 1526
- Annotationes zu Act noch seine angesichts der Türkengefahr, 1529
- Das siebend capitel Danielis von des Türken Gotteslästerung und schrecklicher Moderey mit unterricht J. J., Wittenberg 1529; Jena 1529
- Contra tres pagellas Agri Phagi Georgii Witzel, quibus pene Lutheranismus prostratus et voratus esset, J. Joae responsio, Wittenberg, Georg Rhaw 1532
- Responsio ad apologiam Croti Rubeani, Wittenberg 1532
- Oratio de gradibus in Theologia, Wittenberg 1533
- Wilch die rechte Kirche und dagegen wilch die falsche Kirch ist, christlich Antwort und tröstlicher Unterricht wieder das pharisäisch Gewäsch Georgii Witzel, Justus Jonas D., Wittenberg, Georg Rhaw 1534
- Ludus Sylvani Hessi in defectionem Georgii Vuicelii ad Papistas cum Praefatione J. J. Respondo stulto iuxta stulticiam suam, ne videatur sibi sapiens, Wittenberg 1534
- Oratio Justi Jonae Doctoris Theologiae de studiis theologicis Declamatio Scripta, Wittenberg 1539
- Kirchenordnung zum Anfang, für die Pfarrherrn in Herzog Heinrichen zu Sachsen Fürstentum, 1539
- Gebet und Danksagung bey Abschaffung der ehemals am Tage Corporis Christi gehaltenen abgottischen Päbstlichen Procression ..., (Gebet zur Erhaltung der halleschen Salzbrunnen) 1541
- Christlicher und kurzer Unterricht von Vergebung der Sünden und Seligkeit durch D. J. Jonas, Wittenberg 1542
- Ein Seremon von den Historien Judas Ischarioth und des Judas Kuß, gepredigt zu Halle in Sachsen, 1543
- Der Neun und sybentzigste Psalm zu diesen gefährlichen Zeiten allen Christen zu Trost zu singen und zu bäthen im Reyme gestallt. Durch Doctor Just. Jonas, Supperatendenten zu Hall, 1546
- Zwo tröstliche Predigt uber der Leich D. Doct. Martini Luther zu Eisleben den XIX. und XX. Februarii gethan durch D. Doct. Justum Jonam. M. Michaelem Celium, Wittenberg, Georg Rhau
- Vom Christlichen abschied aus diesem tödlichen leben des Ehrwirdigen Herrn D. Martin Lutheri, Wittenberg 1546
- Vorrede inn die gantz Bibel, wie die ware Kirche Gottes auff Erden jren anfang gehabt, aus dem Latin verdeutscht durch J. J., Erfurt 1548
- Ein fast tröstliche Predigt und auslegung der Historien von der Wunderbaren XL tagen In Actis Aposto. Cap. I. Item von der Auferstehung der Todten zu Regenspurg Jnn Bayern gepredigt. Anno Dmn. 1553 erstlich jetz und Anno 1554 in Druck gegeben. Gedruck zu Erfurt 1554 durch Cervasium Stürmer anno 1554
- Die evangelischen Kirchenordnungen des 16. Jahrhunderts, Band 1, Leipzig 1902 und Band 2, Leipzig 1904

### Traduzioni latino - tedesco
- Luthers 95 Thesen, 1517

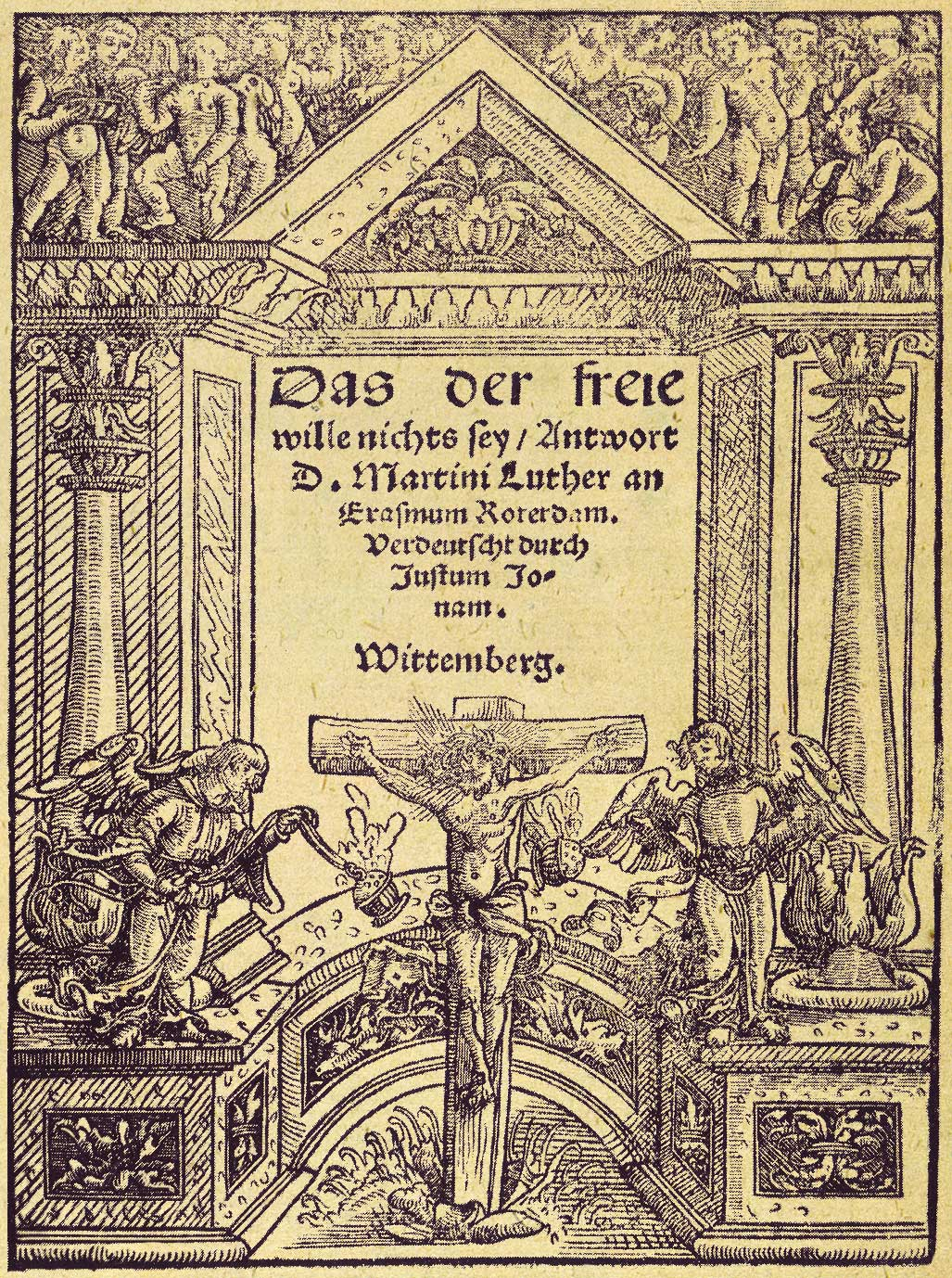
Frontespizio della traduzione di Martin Lutero La difesa del libero arbitrio 1526

- Von geistlichen und klostergelübden, Wittenberg 1522
- Unterricht Melanchthons: Wider die lere der Widerteuffer, Wittenberg 1528
- M. Luthers Urteil an Hans Luther, seinen lieben Vater, verdeutscht durch D. J. J., Propst zu Wittenberg, Wittenberg 1522
- Das der freie Wille nichts sey, D. Mart. Luther an Erasmus Rot., verdeutscht von J. J., Wittenberg 1526
- Melanchthons Auslegung des Colosserbriefes Epistel S. Paulizum Colossern durch Ph. Melanchthon, Wittenberg 1529
- Apologia der Confessio Augustana, Wittenberg 1535
- Auslegung D. M. Luthers über das Lied Mose am 32. Cap Deutero, Wittenberg 1532
- Ecclesiastes oder Prediger Salomo, Wittenberg 1533, 1538, 1560, 1563
- Melanchthons Übersetzung der Loci Communes, 1536
- Ursprung des Türkischen Reiches durch Paulum Jovium, 1538
- Des durchl. Großm. Herrn, Herrn Heinrich VIII. Schrifft an Kaiserliche Majestät, Wittenberg 1539
- Brandenburgisch-Nürnbergische Katechismus, Wittenberg 1539
- Ein kleglich ansuchen des ausschus der V. Nider Osterreichischen lande belangend die große jetzige Fahr des Türken halben, Wittenberg 1539
- Hymnus des Prudentius, 1539
- Epistel an den Landgrafen zu Hessen … Phil. Melanchthon, Wittenberg 1540
- Von der Kirchen und der alten Kirchen leren, Phil Melanchthon, Wittenberg 1540
- Lazari Klage für des Reichen Thür …, Wittenberg 1540
- Eine Schrift Ph. Melanchthon newlich lateinisch gestellet, wider den unreinen Bapst Celibat, Wittenberg 1541, Halle 1543
- Eine kurtze Schrifft des Ph. Melanchthon. Von rechter Vergleichung und Friedehandlung …, Wittenberg 1541 Erfurt 1541, Wittenberg 1557
- Verantwortung Ph. Melanchthons auff der Cölnischen unter Clerisey Schrifft wider Ern Martin Butzern ausgegangen, Wittenberg 1543
- Ursachen, warumb die Kirchen, welche reine, Christliche lehr bekennen …, Wittenberg
- Der Prophet Daniel, ausgelegt durch Ph. Melanchthon, Wittenberg 1546
- Vorrede in die gantz Bibel. Wie die ware Kirche Gottes auff Erden jren anfang gehabt. Aus dem Latin verdeutschet Durch Justum Jonam MDXLVIII., Gedr. Zu Erfurdt durch Melchior Sachsen
- Welchs die Einig. Recht, Kirche Christi sey, Regensburg 1553

### Traduzioni tedesco – latino
- Praefatio methodica totius scripturae in epistolam Pauli ad Romanos e vernac. M. Luth. in lat. versa per J. J., Wittenberg 1523; Nachdrucke in Zürich und Hagenau
- Libellus Mart. Lutheri Christum Jesum verum Judaeum et semen esse Abrahae e germ. vers. per J. J. cum epistola Jonae ad And. Remum, Wittenberg 1524
- Libellus M. Lutheri de sacramento Eucharistae ad Valdenses fratres e germ. transl. per J. J., Wittenberg 1526
- Enarrationes Novae D. M. Lutheri in Jonam propetam Hagenoae, 1530
- In Psalm 82 de magistratibus, Wittenberg 1531
- Summaria D. M. Lutheri in psalmos Davidis, Wittenberg 1534
- De missa privata et nuctione sacerdotum libellus Mart. Luth. e germ. in lat. transl. per J. J., Wittenberg 1534
- Liber Jesu Sirach, Wittenberg 1538, Frankfurt 1564, Leipzig 1582
- Epistola D. M. Lutheri contra Sabbatarios, Wittenberg 1539
- Catechismus pro pueris et iuventute in ecclesiam Marchionum, Wittenberg 1543
- Libellus contra Judeos, 1543